# جورج فون ماير
جورج فون ماير (و. 1841 – 1925 م) هو اقتصادي، وأستاذ جامعي، وعالم إحصاء من الرايخ الألماني، ومملكة بافاريا، ولد في فورتسبورغ، كان عضوًا في الأكاديمية الملكية السويدية للعلوم، والأكاديمية الهنغارية للعلوم، توفي في توتزينغ، عن عمر يناهز 84 عاماً.